# Dobroslav Ćulafić

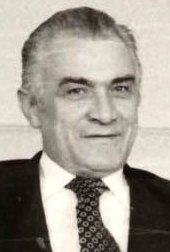
Dobroslav Ćulafić (1977)

Dobroslav Ćulafić (* 16. Januar 1926 in Andrijevica, Königreich der Serben, Kroaten und Slowenen; † 3. Juni 2011 in Podgorica, Montenegro) war ein jugoslawischer Politiker.
Er nahm am Kampf der jugoslawischen Partisanen gegen die deutsche Besatzung im Zweiten Weltkrieg teil. Nach Kriegsende studierte er Rechtswissenschaften an der Universität Belgrad.
Später hatte er zahlreiche politische Ämter inne. Unter anderem war er 1982 bis 1984 Vorsitzender des Zentralkomitees des montenegrinischen Landesverbandes des Bundes der Kommunisten Jugoslawiens sowie von 1984 bis 1989 Innenminister der Sozialistischen Föderativen Republik Jugoslawien.